# 60 км (зупинний пункт)
60 кіломе́тр — пасажирська зупинна залізнична платформа Лиманської дирекції Донецької залізниці (до грудня 2014 р. Ясинуватська дирекція.
Розташована в с. Петрівка, Покровський район, Донецької області на лінії Рутченкове — Покровськ між станціями Селидівка (1 км) та Чунишине (15 км).
Через військову агресію Росії на сході України транспортне сполучення припинене.
Див. також: прослідуємо з.п. 60 км.